# Регургитация
Регургита́ция (лат. приставка re- обратное действие, + лат. gurgitare наводнять) — быстрое движение жидкостей или газов в направлении, противоположном физиологическому (нормальному), возникшее в полом мышечном органе в результате сокращения его стенки.
Регургитация крови в сердце — процесс, который характеризуется обратным током крови из одной камеры сердца в другую при недостаточности клапанов.
Регургитация содержимого ЖКТ — наиболее частой причиной регургитации (в ЖКТ) является нарушение функции сфинктеров или клапанов (например, в желудочно-кишечном тракте в зоне входа и выхода из желудка, к примеру при пилороспазме, пилоростенозе, кардиоспазме) или разделительных перегородок (например, клапанов сердца), либо при антиперистальтической волне сокращения мышечной стенки органа. Регургитация отличается от рефлюкса (например, гастро-эзофагиального рефлюкса, с пассивным затеканием жидкости в соседние пространства) тем, что она является следствием активного сокращения мышц.
Регургитация в половых органах самок — процесс, который характеризуется обратным током семени из половых органов самок животных и его истечением наружу. Может возникать при неправильном угле фиксации осеменённых свиноматок, так как объём семени хряка вводимый в половые органы свиноматки может достигать 350—500 миллилитров, существует острая необходимость предотвращения истечения спермопродукции наружу, которая удовлетворяется правильным углом и методом фиксации осеменённого животного.
Регургитация пищи может служить основой для трофаллаксиса.